# Carola von Kayser
Carola von Kayser, geboren als Olga-Ilse von Kayser (* 9. Juli 1939 in Düsseldorf), ist eine heute inaktive deutsche Schauspielerin mit sehr kurzer Filmkarriere Ende der 1950er Jahre.

## Leben und Wirken
Die Tochter des Tanzlehrers Bruno von Kayser besuchte die Goethe-Schule und ein Mädchenpensionat in Lausanne, ehe sie bei Otto Ströhlin Schauspielunterricht erhielt. An (West-)Berlins Reinhardt-Schule ließ sie sich fortbilden. Carola von Kayser gelangte über Nacht zu Ruhm, als der Berliner Produzent Gero Wecker sie für die Haupt- bzw. Titelrolle in dem Dschungelabenteuer Romarei, das Mädchen mit den grünen Augen verpflichtete. Wecker versuchte damit, an seinen größten Filmerfolg Liane, das Mädchen aus dem Urwald anzuknüpfen. Carola von Kayser wirkte im darauf folgenden Jahr 1959 noch in zwei weiteren Kinoproduktionen sowie im Hessischen Rundfunk und Fernsehen mit, verschwand jedoch, gerade erst 20 Jahre alt, bald darauf komplett aus dem Blickfeld der Öffentlichkeit.

## Filmografie (komplett)
- 1958: Romarei, das Mädchen mit den grünen Augen
- 1959: Kriegsgericht
- 1959: Das kunstseidene Mädchen